# Rescaten el Titanic (película)
Rescaten el Titanic es una película de 1980, dirigida por Jerry Jameson y protagonizada por Jason Robards, Richard Jordan, David Selby y Anne Archer en los papeles principales. Está basada en la novela homónima de Clive Cussler.
A pesar de ser una superproducción, sólo obtuvo las candidaturas al anti premio Premio Golden Raspberry a la Peor producción, al Peor guion y al Peor actor secundario. Recibió críticas mixtas de la crítica y el público y resultó ser un fracaso de taquilla, recaudando alrededor de 7 millones de dólares de la época frente a un presupuesto estimado de 35 millones. El productor Lew Grade comentó posteriormente que «sería más económico bajar al fondo del Atlántico».

## Argumento

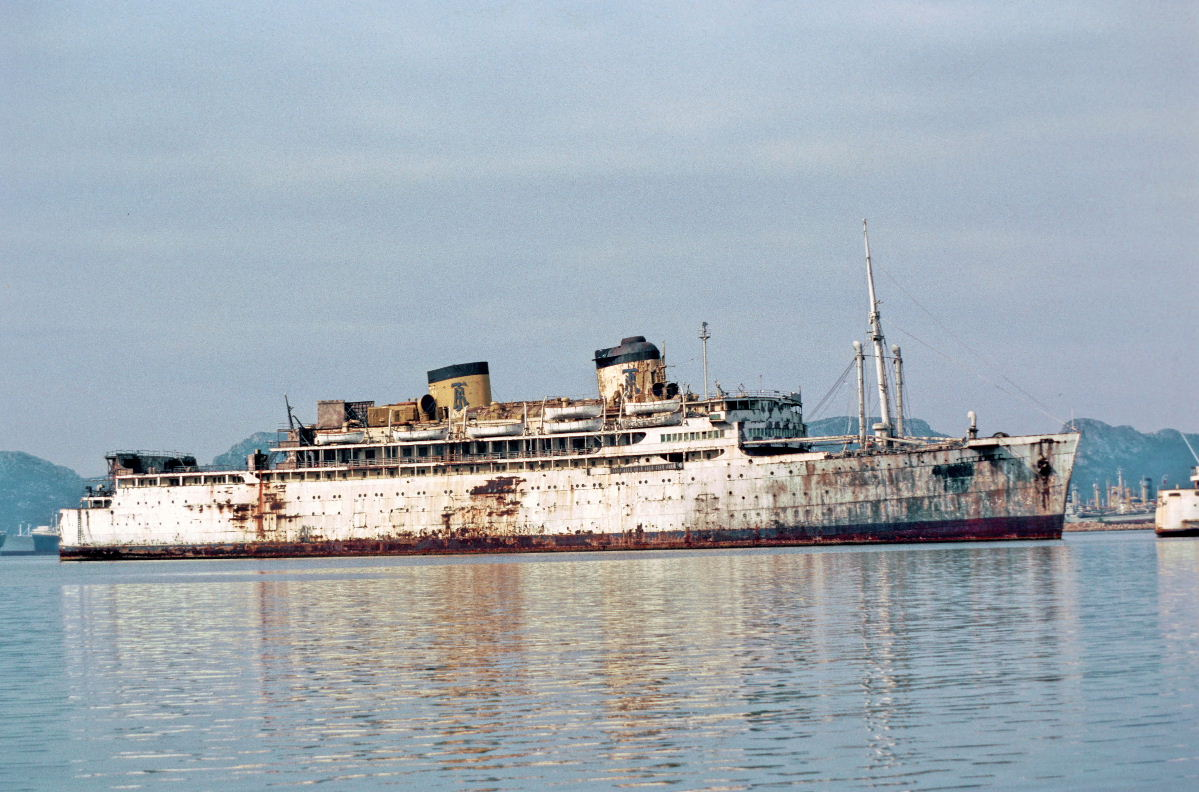
El SS Athinai en 1986. El mal estado del barco se utilizó para emular los restos del Titanic en primeros planos.

Durante la Guerra Fría, un grupo de estadounidenses con experiencia en reflotar barcos hundidos es contratado por el Gobierno de los Estados Unidos para recuperar el famoso transatlántico RMS Titanic del fondo del Atlántico Norte. El Ejército de los Estados Unidos tiene información de que el transatlántico llevaba en la bodega una cantidad de un mineral que sólo existe en la Unión Soviética y que puede ser usado para derribar misiles balísticos intercontinentales. Los soviéticos también están interesados en recuperar el mineral, alegando que les pertenece.

## Reparto
| Actor             | Personaje                 |
| ----------------- | ------------------------- |
| Jason Robards     | Almirante James Sandecker |
| Richard Jordan    | Dirk Pitt                 |
| David Selby       | Dr. Gene Seagram          |
| Anne Archer       | Dana Seagram              |
| Sir Alec Guinness | John Bigalow              |
| Bo Brundin        | Capitán Andre Prevlov     |
| M. Emmet Walsh    | Vinnie Walker             |
| J. D. Cannon      | Capitán Joe Burke         |
| Norman Bartold    | Almirante Kemper          |
| Elya Baskin       | Marganin                  |